# 松尾良一
松尾 良一（まつお りょういち、1991年8月2日 - ）は日本の元陸上競技選手、専門は長距離種目・マラソン。長崎県大村市出身。長崎県立大村城南高等学校を卒業後、旭化成陸上部に所属した。

## 人物
長崎県大村市出身。三菱日立パワーシステムズマラソン部に所属する定方俊樹は小学校の同級生。長崎県立大村城南高校卒業後、マラソンでの活躍を志し旭化成に就職。社会人3年目の2012年長野マラソンでのマラソンデビューを皮切りに、積極的にマラソンに取り組んでいく。2016年の延岡西日本マラソンでは、開催地延岡市を拠点とする旭化成の選手として8年ぶりの優勝を飾った。翌2017年の同大会でも優勝し、大会史上3人目の連覇を達成。2020年には3年ぶりに優勝し、大会初の快挙である3度目の優勝を果たした。

## マラソン戦績
|    | 年     | 大会                           | 順位 | 記録          | 備考                                       |
| -- | ------ | ------------------------------ | ---- | ------------- | ------------------------------------------ |
| 1  | 2012年 | 第14回長野マラソン             | 6位  | 2時間18分15秒 | 初マラソン                                 |
| 2  | 2012年 | 第25回大田原マラソン           | 優勝 | 2時間16分55秒 | 初優勝                                     |
| 3  | 2013年 | 第51回延岡西日本マラソン       | 17位 | 2時間19分48秒 |                                            |
| 4  | 2013年 | パリマラソン                   | 21位 | 2時間16分28秒 | 日本人2位                                  |
| 5  | 2014年 | 第52回延岡西日本マラソン       | 2位  | 2時間12分11秒 |                                            |
| 6  | 2014年 | 第16回長野マラソン             | 4位  | 2時間15分50秒 | 日本人2位                                  |
| 7  | 2014年 | 2014北海道マラソン             | 2位  | 2時間16分32秒 |                                            |
| 8  | 2015年 | 第64回別府大分毎日マラソン     | 11位 | 2時間13分39秒 |                                            |
| 9  | 2015年 | 第70回びわ湖毎日マラソン       | 12位 | 2時間15分20秒 |                                            |
| 10 | 2015年 | 2015北海道マラソン             | 8位  | 2時間18分56秒 |                                            |
| 11 | 2015年 | 第69回福岡国際マラソン         | 22位 | 2時間20分45秒 | リオデジャネイロオリンピック代表選考レース |
| ―  | 2016年 | 2016大阪ハーフマラソン         | 優勝 | 1時間04分13秒 | ※ハーフマラソン                            |
| 12 | 2016年 | 第54回延岡西日本マラソン       | 優勝 | 2時間15分09秒 | 旭化成勢8年ぶり優勝                        |
| 13 | 2016年 | 第30回記念北海道マラソン2016   | 21位 | 2時間22分43秒 |                                            |
| 14 | 2016年 | 2016シカゴマラソン             | 14位 | 2時間18分50秒 |                                            |
| 15 | 2017年 | 第55回延岡西日本マラソン       | 優勝 | 2時間13分36秒 | 旭化成勢として初の大会連覇                 |
| 16 | 2017年 | 2017シカゴマラソン             | 18位 | 2時間15分50秒 |                                            |
| 17 | 2018年 | 第56回延岡西日本マラソン       | 3位  | 2時間12分19秒 |                                            |
| 18 | 2018年 | 北海道マラソン2018             | 25位 | 2時間20分47秒 |                                            |
| 19 | 2019年 | 第57回延岡西日本マラソン       | 4位  | 2時間13分26秒 |                                            |
| 20 | 2019年 | 北海道マラソン2019             | 6位  | 2時間13分48秒 |                                            |
| 21 | 2019年 | 第17回アジアマラソン選手権大会 | 3位  | 2時間14分32秒 |                                            |
| 22 | 2020年 | 第58回延岡西日本マラソン       | 優勝 | 2時間12分02秒 | 3年ぶり3度目の優勝                         |
| 23 | 2020年 | 第51回防府読売マラソン         | 18位 | 2時間12分02秒 |                                            |
| 24 | 2021年 | 第76回びわ湖毎日マラソン       | 68位 | 2時間12分40秒 |                                            |
| 25 | 2022年 | 東京マラソン2021               | 37位 | 2時間11分49秒 | 生涯ベスト                                 |
| 26 | 2022年 | 北海道マラソン2022             | 27位 | 2時間19分13秒 |                                            |
| 27 | 2023年 | 第61回延岡西日本マラソン       | 5位  | 2時間11分53秒 |                                            |
| 28 | 2023年 | 東京マラソン2023               | 55位 | 2時間16分54秒 | 引退レース                                 |

## 自己ベスト
- 5000m 公認:14分10秒39
- 10000m 公認：29分34秒92
- ハーフマラソン公認：1時間03分39秒
- マラソン公認：2時間11分49秒[4]